# ゲームジャーナル
ゲームジャーナルは、シミュレーションジャーナルが発行するゲーム雑誌。主にアナログゲームとしてのウォーゲームを扱っており、毎号付録としてウォーゲームが付属する（打ち抜きカウンターシートと紙製マップの挟み込み）。また、当初は同人誌として創刊したが後に商業誌となった。2019年現在は3月、6月、9月、12月の1日前後に発売され、価格は付録のゲームを含めて本体3,600円（税込3,880円）である。

## 創刊の経緯と変遷
ゲームジャーナルが同人誌として産声を上げた1991年頃は「タクテクス」「シミュレイター」という国内の2大ウォーゲーム商業誌が休刊しており、まだインターネットも普及していない中での情報的空白を埋めるために創刊された。その後は号数を重ねる毎に記事と付録の拡充がなされ、2001年10月には商業誌としてリニューアルしている。なお商業化にあたって、戦略・戦術・戦史を取り扱う『歴史群像』誌に広告を打っていた。

## ゲームジャーナル
| 発行年 | 号数   | 付録ゲーム                                                                          | デザイナー                      | 備考 |
| ------ | ------ | ----------------------------------------------------------------------------------- | ------------------------------- | --- |
| 2001年 | GJ01号 | 真・バルバロッサ作戦                                                                | 鈴木銀一郎                      | |
| 2002年 | GJ02号 | 戦略級関ヶ原                                                                        | ふゅーらー中村                  | |
| 2002年 | GJ03号 | 決戦!ガダルカナル                                                                   | 川北翔                          | |
| 2002年 | GJ04号 | 激闘!マンシュタイン軍集団                                                           | ふゅーらー中村                  | 「A Victory Lost（激闘！マンシュタイン軍集団・英語版）」がチャールズ・ロバーツ賞受賞                                   |
| 2002年 | GJ05号 | Fighting General Patton                                                             | 福田誠                          | アドテクノス社製品「Raise the Siege!」・「Breakthrough Ironcurtain」の2作品収録                                        |
| 2003年 | GJ06号 | 五虎三国志2                                                                         | 天津老師                        | |
| 2003年 | GJ07号 | 中央軍集団東へ                                                                      | 田島準                          | |
| 2003年 | GJ08号 | 甲越軍記 英仏百年戦争                                                               | 中嶋真 ふゅーらー中村           | Warriors of God(英仏百年戦争・英語版)が、チャールズ・ロバーツ賞ベストプレ20th部門受賞                                  |
| 2003年 | GJ09号 | 激闘!キエフ奪回作戦                                                                 | 出本秀明                        | |
| 2004年 | GJ10号 | 旅順港強襲                                                                          | ふゅーらー中村                  | |
| 2004年 | GJ11号 | 捷1号作戦 幻のレイテ湾海戦                                                          | Louis R. Coatney ふゅーらー中村 | |
| 2004年 | GJ12号 | 壬申の乱                                                                            | 高梨俊一                        | アドテクノス社製品の再版                                                                                               |
| 2004年 | GJ13号 | 「ロンメルアフリカ軍団」〜クルセーダー作戦・1941〜 ドイッチュラント・ウンターゲルト | 鈴木銀一郎 高梨俊一             | |
| 2005年 | GJ14号 | 信長包囲戦                                                                          | 池田康隆                        | |
| 2005年 | GJ15号 | 本能寺への道                                                                        | 池田康隆                        | |
| 2005年 | GJ16号 | 激闘!硫黄島 ビルマの落日                                                            | ワークスゼロ                    | 「Iwo Jima: Rage Against the Marines」（「激闘！硫黄島」・英語版）が、チャールズ・ロバーツ賞2008ベスト雑誌付録部門受賞 |
| 2005年 | GJ17号 | 関ヶ原強襲                                                                          | 金丸一郎                        | |
| 2006年 | GJ18号 | 項羽と劉邦                                                                          | 池田康隆                        | |
| 2006年 | GJ19号 | スターリングラード強襲                                                              | ふゅーらー中村                  | チャールズ・ロバーツ賞2008ベストWW2部門ノミネート                                                                      |
| 2006年 | GJ20号 | 魏武三国志                                                                          | 北条投了                        | |
| 2006年 | GJ21号 | 義経 日清戦争 上野戦争                                                              | 池田康隆 田島準 池田康隆        | |
| 2007年 | GJ22号 | 東部戦線：冬季戦41-42                                                               |                                 | アドテクノス社製品の再版                                                                                               |
| 2007年 | GJ23号 | 信長戦記                                                                            | 馬防柵                          | |
| 2007年 | GJ24号 | レイテ湾強襲                                                                        | ふゅーらー中村                  | |
| 2007年 | GJ25号 | 謀略級三国志                                                                        | 北条投了                        | |
| 2008年 | GJ26号 | 秀吉頂上決戦山崎の戦い&賤ヶ岳の戦い                                                 | ふゅーらー中村                  | |
| 2008年 | GJ27号 | アフリカンギャンビット                                                              | 高梨俊一                        | アドテクノス社製品の再版                                                                                               |
| 2008年 | GJ28号 | 1813諸国民戦争 春秋戦国                                                             | 天津老師                        | |
| 2008年 | GJ29号 | 激突!バルジ突破作戦〜第三帝国の逆襲〜Reich Stricks Back                             | 出本秀明                        | |
| 2009年 | GJ30号 | 西部戦線異状なし                                                                    | ふゅーらー中村                  | |
| 2009年 | GJ31号 | 文禄朝鮮の役                                                                        | ふゅーらー中村                  | |
| 2009年 | GJ32号 | 関ヶ原大作戦                                                                        | ふゅーらー中村                  | |
| 2009年 | GJ33号 | The sun of Austerlitz                                                               | 森野智明                        | アドテクノス社製品の再版                                                                                               |
| 2010年 | GJ34号 | 燃えよ!姉川の戦い                                                                   | 柿崎唯                          | |
| 2010年 | GJ35号 | 激闘!グデーリアン装甲軍                                                             | Adam Starkweather               | |
| 2010年 | GJ36号 | 真田軍記〜決戦!大坂の陣〜                                                           | 中澤考継                        | 「真田軍記」(天下布武,1992)の復刻版                                                                                    |
| 2010年 | GJ37号 | Iron Bottom and Sunset Sky〜ソロモン海空戦〜                                        | 近藤友樹                        | |
| 2011年 | GJ38号 | 賤ヶ岳戦役                                                                          | ふゅーらー中村                  | |
| 2011年 | GJ39号 | 真珠湾強襲                                                                          | ふゅーらー中村                  | |
| 2011年 | GJ40号 | 奉天決戦1905 日本海決戦1905                                                         | 近藤友樹 森哲史                 | |
| 2011年 | GJ41号 | ワーテルローの落日                                                                  | 西川裕                          | |
| 2012年 | GJ42号 | マンシュタイン最後の戦い                                                            | ふゅーらー中村                  | |
| 2012年 | GJ43号 | ドイツ装甲師団長2                                                                   | ふゅーらー中村                  | アドテクノス「ドイツ装甲師団長」の改訂版                                                                               |
| 2012年 | GJ44号 | 竜虎三国志                                                                          | 天津老師                        | 「春秋戦国」(GJ28号)の三国志版                                                                                         |
| 2012年 | GJ45号 | 東部戦線、前進せよ!                                                                 | ふゅーらー中村                  | 「西部戦線、異状なし」の姉妹作、連結可能                                                                               |
| 2013年 | GJ46号 | 謙信上洛                                                                            | 中澤孝継                        | ツクダホビー社製品の再版                                                                                               |
| 2013年 | GJ47号 | 激闘スターリングラード電撃戦                                                        | ふゅーらー中村                  | |
| 2013年 | GJ48号 | 信長後継者戦争                                                                      | 近藤友樹                        | |
| 2013年 | GJ49号 | 激闘レニングラード電撃戦                                                            | ふゅーらー中村                  | 三部作その1 |
| 2014年 | GJ50号 | フリードリヒ最大の危機                                                              | ふゅーらー中村                  | |
| 2014年 | GJ51号 | それぞれの関ヶ原／武田遺領争奪戦争                                                  | 遠藤祐美子／遠藤祐美子          | |
| 2014年 | GJ52号 | 信玄上洛                                                                            | 福田誠                          | ツクダホビー社製品の再版                                                                                               |
| 2014年 | GJ53号 | 激闘スモレンスク電撃戦                                                              | ふゅーらー中村                  | 三部作その2 |
| 2015年 | GJ54号 | アレクサンドロスの遺産                                                              | 越田一郎                        | アドテクノス社製品の再版                                                                                               |
| 2015年 | GJ55号 | 関東制圧                                                                            | 福田誠                          | ツクダホビー社製品の再版                                                                                               |
| 2015年 | GJ56号 | 江戸幕府の黄昏～Twilight of Shogun～                                                |                                 | |
| 2015年 | GJ57号 | 激闘!キエフ電撃戦                                                                   | ふゅーらー中村                  | 三部作その3 |
| 2016年 | GJ58号 | 曹操、最大の危機                                                                    | ふゅーらー中村                  | 信長最大の危機システム                                                                                                 |
| 2016年 | GJ59号 | 講談級、大坂夏の陣 講談級、大坂冬の陣                                               | 小塩秀明 ＧＪ編集部             | 同一基本システムによる夏の陣                                                                                           |
| 2016年 | GJ60号 | 本土決戦１９４５                                                                    | ふゅーらー中村 ＧＪ編集部       | |
| 2016年 | GJ61号 | 幕末京都騒乱                                                                        | 近藤友樹                        | ＣＯＩＮシステムによる幕末マルチ                                                                                       |
| 2017年 | GJ62号 | 秀吉軍記                                                                            | 福田誠                          | ツクダホビー社製品の再版                                                                                               |
| 2017年 | GJ63号 | クルスク南方戦線・プロホロフカ1943                                                  | ふゅーらー中村                  | |
| 2017年 | GJ64号 | シン・関ヶ原                                                                        | 池田康隆                        | |
| 2017年 | GJ65号 | バラ戦争                                                                            | 池田康隆                        | |
| 2018年 | GJ66号 | 秀吉 怒涛の天下統一！                                                               | ふゅーらー中村                  | |
| 2018年 | GJ67号 | 激闘 タイフーン電撃戦                                                               | ふゅーらー中村                  | |
| 2018年 | GJ68号 | 西国の雄                                                                            | 福田誠                          | ツクダホビー社製品の再版                                                                                               |
| 2018年 | GJ69号 | 南方作戦１９４１                                                                    | ふゅーらー中村                  | |
| 2019年 | GJ70号 | 第三帝国の盛衰                                                                      | ふゅーらー中村                  | |
| 2019年 | GJ71号 | 幸村外伝 Episode-0 夏の陣前日決戦 八尾若江＋道明寺合戦                              |                                 | |
| 2019年 | GJ72号 | 九州三国志                                                                          | 福田誠                          | ツクダホビー社製品の再版                                                                                               |
| 2019年 | GJ73号 | 沖縄の落日                                                                          | ふゅーらー中村                  | |
| 2020年 | GJ74号 | 日中韓・現代海戦三国志                                                              |                                 | |
| 2020年 | GJ75号 | ＳＳ装甲師団長                                                                      |                                 | |
| 2020年 | GJ76号 | 独眼竜政宗                                                                          |                                 | ツクダホビー社製品の再版                                                                                               |
| 2020年 | GJ77号 | ガダルカナル・ギャンビット ガ島沖砲雷戦                                             |                                 | |
| 2021年 | GJ78号 | パンツァーカイル：クルスクの戦い                                                    |                                 | ツクダホビー社製品の改訂版                                                                                             |
| 2021年 | GJ79号 | 吾妻鏡～源頼朝坂東制圧戦～ 三国志荊州争奪戦争 ミンスク1941                          | 天津老師                        | |
| 2021年 | GJ80号 | 長元記：長宗我部元親奮戦記                                                          |                                 | |
| 2021年 | GJ81号 | 米中激突：現代海戦 台湾海峡編                                                       |                                 | |
| 2022年 | GJ82号 | 孤高の信長：一五七〇                                                                |                                 | |
| 2022年 | GJ83号 | ノルマンディ強襲                                                                    |                                 | |
| 2022年 | GJ84号 | 応仁の天下：混沌の乱世の幕開け                                                      |                                 | |
| 2022年 | GJ85号 | 義経戦記：源平奥州六大合戦                                                          |                                 | |
| 2023年 | GJ86号 | 戦略級三国志英雄伝説                                                                |                                 | |
| 2023年 | GJ87号 | 新信長風雲録                                                                        | 福田誠                          | ツクダホビー「信長風雲録」の改訂版                                                                                     |
| 2023年 | GJ88号 | 激闘！ロンメル＆マッカーサー                                                        |                                 | |
| 2023年 | GJ89号 | フランス革命1789                                                                    | 池田やすたか                    | |
| 2024年 | GJ90号 | モントゴメリーの憂鬱：孤高のアルンヘム1944                                          |                                 | |
| 2024年 | GJ91号 | クロニクル・オブ・ジャパン                                                          |                                 | |
| 2024年 | GJ92号 | 孤高の曹操：建安元年                                                                |                                 | |
| 2024年 | GJ93号 | パンツァーカイル：ハルキウ攻防戦                                                    |                                 | |
| 2025年 | GJ94号 | 鎮西軍記                                                                            |                                 | |
| 2025年 | GJ95号 | 日本のいちばん長い８月                                                              |                                 | |

## 別冊
| 発行年 | 号数  | ゲーム                                   | 備考 |
| ------ | ----- | ---------------------------------------- | --- |
| 2003年 | 別冊1 | 『Iraq War 2003 〜フセイン最後の賭け〜』 | |
| 2005年 | 別冊2 | 『大日本帝国の盛衰』                     | 英語版『Fire in the Sky』が、チャールズ・ロバーツ賞2005 ベストWW2部門にノミネートされるが3票差で受賞を逃す |
| 2005年 | 別冊3 | 『ヒストリー・オブ・サムライ』           | 名作『ヒストリー・オブ・ザ・ワールド』のシステムで日本武家の盛衰を描く                                     |
| 2007年 | 別冊4 | 『信長最大の危機』                       | チャールズ・ロバーツ賞2009 古代～ナポレオン時代部門最優秀作品賞を受賞                                      |
| 2008年 | 別冊5 | 『天下布武』                             | 天下統一を目指す『ハンニバル』風戦国マルチ                                                                 |
| 2008年 | 別冊6 | 『大東亜戦争』                           | 第３回鈴木銀一郎杯優秀作（フルサイズ部門）                                                                 |
| 2016年 | 別冊7 | 『幸村外伝 ～真田幸村 大坂夏の陣～』     | ツクダホビー社製品の再版                                                                                   |

## 同人旧ゲームジャーナル
創刊当初は白黒コピーによるミニコミ会報誌からスタートしている。徐々に装丁や仕様が豪華になっていった。

### 月刊期
1号から36号まで。基本的に付録ゲームは付かない。
- 34/35合併号：「Austerlitz」　浅野竜二（絶版）

### 隔月刊期（初期）
37号以降は基本的に付録ゲームが付いている。ただし、裏表紙に印刷しているマップやユニットを加工するかコピーする必要がある。
- 37号：「WAS!WO?NORMANDIE!?」　ふゅーらー中村（絶版）
- 38号：　特集世界史　＊付録ゲーム無し
- 39号：「大艦巨砲主義1890－1945」　浅野竜二（絶版）
- 40号：「戦略級銀英伝」　浅野竜二（絶版）
- 41号：「Barbarossa on the North」　ふゅーらー中村（絶版）
- 42号：「Battlefield Auerstadt 1806」　井村正佳（絶版）
- 43号：「目標!アーンエム!! 〜Across 5 Bridges〜」　田島準（絶版）
- 44号：「BARBAROSSA CAMPAIGN」　ふゅーらー中村（絶版）
- 45号：「Victory in the Pacific 八八艦隊ヴァリアント」　GJ編集部（絶版）
- 46号：「Aus dem traum－アルデンヌに散った夢－」　伊藤祐三（絶版）
- 47号：「ROMAN TRIUMPH」　浅野竜二（絶版）
- 48号：「宇宙戦艦ヤマト」　ふゅーらー中村（絶版）

### 隔月刊期（後期）
49号以降は付録ゲームが綴じ込みマップと打ち抜きユニットシートになっている。
- 49号：「信長最大の危機」　ふゅーらー中村（絶版）
- 50号：「グランドフリート」　亀卦川彰夫（絶版）
- 51号：「DAK the Desert」　ふゅーらー中村（絶版）
- 52号：「FINナポレオン」　亀卦川彰夫（絶版）
- 53号：「戊辰戦争」　橋本哲也（絶版）
- 54号：「フランス電撃戦」　井村 正佳（絶版）
- 55号：「大日本帝国の盛衰」ふゅーらー中村（絶版）
- 56号：「ローマを継ぐもの」井村正佳（絶版）
- 57号：「草燃える」　田島準（絶版）
- 58号：「カードゲーム：ソロモン海戦」　ふゅーらー中村（絶版）
- 59号：「南北戦争」　井村正佳（絶版）
- 60号：「スターリングラード戦役」　ふゅーらー中村（絶版）
- 61号：「建艦競争」　風間祐一（絶版）
- 62号：「諸国民の戦い」　田島準（絶版）
- 63号：「太平記（再版）」　中嶋真（絶版）
- 64号：「競争試作」　風間祐一（絶版）

## 受賞歴
シミュレーションジャーナル代表兼編集長の中村徹也（ふゅ～ら～中村「Fu:hrer」）が、2007年度ウォーゲーム界にもっとも貢献した人物・作品に贈られる「ジェームズ・F・ダニガン賞」を受賞した。「ジェームズ・F・ダニガン賞」の受賞者として日本人デザイナーの名前が表彰されるのはチャールズロバーツ賞創設以来、史上初。また同賞での「三冠」達成は過去10年間では2001年度の「Wilderness War」、2004年度の「Downtown 」(GMT)の2回のみ。勿論日本人がデザインした作品での三冠達成は史上初であり、近年海外への進出著しい国産ウォーゲーム界の動向にとって画期的な出来事といえる。さらに国際ゲーマーズ賞（The International Gamers Awards）の「歴史シミュレーションゲーム部門」も受賞した。